# Willie P. Bennett
Willie P. Bennett, geboren als William Patrick Bennett (Toronto, 26 oktober 1951 - 15 februari 2008) was een Canadese singer-songwriter.

## Biografie
Bennett maakte in de jaren 1970 deel uit van de Canadese folk music scene, naast muzikanten als Bruce Cockburn, Stan Rogers and David Wiffen. Zijn eerste platen werden geproduceerd door David Essig.
Hoewel hij als een belangrijk talent werd gezien, werd Bennett niet zo beroemd als zijn tijdgenoten, totdat Stephen Fearing, Colin Linden en Tom Wilson in 1996 de supergroep Blackie and the Rodeo Kings vormden, genoemd naar Bennetts album uit 1978, om een tributealbum met de liedjes van Bennett op te nemen. Bennetts eerstvolgende album met nieuw materiaal, Heartstrings, won de Juno Award voor Best Folk Music Recording.
Bennett speelde daarnaast 25 jaar mandoline en mondharmonica in de band van Fred Eaglesmith.
Na een hartaanval op 19 mei 2007 moest hij stoppen met optreden; hij overleed op 15 februari 2008 in zijn woning in Peterborough, Ontario. Postuum werd hij in 2010 opgenomen in de Canadian Country Music Hall of Fame.

## Discografie
- Tryin' to Start Out Clean (1975)
- Hobo's Taunt (1977)
- Blackie and the Rodeo King (1978)
- The Lucky Ones (1989)
- Take My Own Advice (1993)
- Collectibles (1996)
- Heartstrings (1998)